# The Earl and The Fairy
The Earl and The Fairy (伯爵と妖精?, Hakushaku to yōsei, lett. "Il conte e la fata"), è una serie di light novel scritta da Tani Mizue ed illustrata da Asako Takaboshi, pubblicata in Giappone dalla casa editrice Shūeisha sulla rivista Cobalt. Essa ha pubblicato due drama-CD, e da settembre 2008 è iniziata la pubblicazione di un adattamento manga disegnato da Ayuko e serializzato sulla rivista Margaret.
L'adattamento anime di Hakushaku to yōsei è stato trasmesso da settembre a dicembre 2008. Una visual novel per la PlayStation 2 è stata pubblicata il 30 aprile 2009.

## Trama
La storia è ambientata nell'età vittoriana inglese. Segue le avventure della diciassettenne Lydia Carlton, "medico delle fate", che riesce a vedere sia le fate sia ogni forma di creatura magica. Non sono in molti che riescono a vedere queste fantastiche creature, quindi, essendone capace, viene considerata una ragazza decisamente particolare.
Mentre era su una nave per andare a trovare il padre a Londra assieme a Nico, il suo inseparabile gatto parlante, trova nella sua stanza un giovane ragazzo dai capelli castani e occhi color viola malva. Questo sconosciuto le chiede di aiutarlo. Accettando, fugge assieme a lui e viene portata su un'altra nave sempre diretta a Londra. Qui scopre che il ragazzo castano in realtà ha i capelli biondi e che è un conte di nome Edgar J. C. Ashenbert, autoproclamatosi Conte Cavaliere Blu. Egli rivela alla giovane che vuole trovare la nobile spada dei Merrow e che ha bisogno del suo aiuto per decifrare alcuni indizi, scritti nella lingua delle fate.
Così inizia l'avventura di questa giovane ragazza. Lo scenario è arricchito dalla presenza di elementi tipici del genere fantasy, soprattutto fate (termine con cui vengono definiti tutti gli esseri magici, sia buoni che malvagi).

## Personaggi

### Personaggi principali
Lydia Carlton  (リディアカールトン?)
Doppiatore: Nana Mizuki
Lydia Carlton è una ragazza di 17 anni con delle doti molto particolari: riesce a vedere le fate e a comunicare con loro. Proprio per queste sue capacità, ereditate da sua madre, diventa un "medico delle fate", persone mediatori tra fate e uomini. Tuttavia a causa di ciò viene considerata spesso, da chi le sta accanto, una ragazza strana e viene evitata da tutti. Questo stato di isolamento non le impedisce tuttavia di essere gentile e generosa nei confronti del prossimo. Ha però alcuni complessi come: il colore dei suoi capelli rossi (lei li definisce "color ruggine") e il colore degli occhi (poiché essendo verdi lei afferma che le persone li associano alle fate e quindi la deridono) ma sono proprio queste caratteristiche che la rendono in un certo senso speciale. Finisce col diventare il personale fairy doctor del conte Edgar J. C. Ashenbert dopo un rocambolesco incontro su una nave. Il conte le rivela di essere il discendente del leggendario Conte Cavaliere Blu, colui che secondo una famosa leggenda sarebbe il protettore nonché il possessore del regno delle fate. Ma per poter affermare questo suo titolo, ha bisogno di recuperare una leggendaria spada detta "Spada dei Merrow" ossia degli uomini pesci, ed è per questo che assume Lydia come suo medico delle fate. Sembra che Lydia abbia alcuni problemi di autostima, una prova è quando riferendosi al color dei suoi capelli lo definisce color "ruggine" e si mette sempre  a confronto con la madre, che era apparentemente una donna di notevole bellezza; tutti quelli che conoscevano la madre prima che morisse, dicono che di non aver mai visto una donna più bella di lei. Più tardi si scopre che nelle sue vene scorre sangue di fata, infatti sua madre Aurora era per metà fata (a causa di circostanze familiari che hanno costretto i genitori adottivi di Aurora ad adottare una Mezzosangue). A causa di alcune esperienze negative che ha avuto in passato, a Lydia non piace l'idea di innamorarsi e sembra addirittura aver paura di questo sentimento. Quando era una bambina, gli è stata data una lettera d'amore da parte di un ragazzo che - come si scopre più tardi - ha avuto il coraggio di spezzarle il cuore attraverso i suoi amici. Ha anche usato un "incantesimo" per scongiurare Kelpie in modo che non si sarebbe più avvicinato a lei, infatti le sue avances erano molto aggressive, offensive, fastidiosi per lei. In un primo momento, si rifiuta anche delle avance di Edgar, ma a poco a poco lei si innamora di lui, dimostrando man mano molta meno indifferenza alle confessioni d'amore di Edgar. Lydia è considerato da tutti la fidanzata di Edgar, uno stato che con impulso nega, nonostante il palese corteggiamento di Edgar per lei. Ha ottenuto questo status quando ha accettato un anello di pietra di luna (precedentemente di proprietà di Gwendolen, la contessa di uno degli ultimi Conti Cavaliere Blu prima di Edgar), questo potrebbe dire che di fatto ha accettato la sua proposta. L'anello di pietra di luna ha apparentemente alcuni poteri protettivi sulla persona che lo indossa, avrebbe impedito all'anima di Lydia di intrappolarsi interamente nel mondo fatato nel volume 6 della serie di romanzi, così come consentito Lydia per rompere l'incantesimo di Kelpie su di lei quando ha cercato di portarla nel mondo fatato attraverso la magia (per impedirle di essere ferita nel fuoco incrociato tra Edgar e Prince). Lydia ha accettato la proposta di Edgar,  che è quindi stata accettata come membro della famiglia del conte Cavaliere Blu (come fidanzata di Edgar). Quando si prende quello che avrebbe dovuto essere un colpo fatale dalla spada del conte Conte Blu, lei esce illesa, questa la prova che la spada è la riconosciuta come membro della famiglia del Cavaliere. In seguito a questa rivelazione, diventa in grado di formare un arco da anello di pietra di luna splendente Gwendolen, ed è in grado di usarlo per respingere Unseelie Court. Stranamente, anche se Edgar è il Conte Cavaliere Blu, la spada infligge danni fisici ancora su Edgar. Ciò è presumibilmente perché il sangue Edgar è ancora "sporcato".
Edgar J. C. Ashenbert  (エドガーJ · C ·アシェンバート?)
Doppiatore: Hikaru Midorikawa
È un personaggio molto affascinante con uno sguardo particolarmente ammaliante, infatti la sua caratteristica più eccelsa è lo stupendo colore malva degli occhi. È una persona molto astuta e riesce a escogitare qualsiasi piano purché la situazione giri a suo vantaggio. È abile nel mentire ed infatti finge di essere il Conte Cavaliere Blu per poter riavere il titolo nobiliare che gli è stato negato quando suo padre, accusato di tradimento, uccise tutti i membri della sua famiglia e poi si suicidò. Tutto questo si scoprirà in seguito ad una confessione che lo stesso Edgar fa a Lydia. Infatti le intenzioni originarie di Edgar erano quelle di sfruttare Lydia per poi ucciderla ma le cose cambiano poiché lui apprezza, quasi ammira, la bontà e anche lo stesso tempo l'ingenuità di Lydia e rimane colpito dai suoi occhi verdi «I tuoi occhi verde pallido... sembrano poter svelare i misteri del mondo»; «Quei suoi occhi misteriosi probabilmente riescono a vedere tutte le mie bugie e i miei inganni». Nasce quindi una sorta di interesse nei confronti della ragazza e lui comincia a fidarsi ciecamente di lei tanto che le rivela tutto il suo oscuro passato. Nonostante le sue avance, la ragazza continua a rifiutarlo credendo che la stia prendendo in giro. All'inizio è così, ma dopo qualche episodio Edgar si rende conto che i suoi sentimenti sono sinceri.

### Personaggi secondari
Raven  (レイヴン?)
Doppiatore: Tomokazu Sugita
Raven è un ragazzo di 18 anni ed è il fedele servo di Edgar. Lo protegge dai suoi nemici rischiando la sua stessa vita. È così fedele al suo padrone che non esiterebbe ad uccidere qualcuno se Edgar glielo ordinasse o se fosse per il suo bene. Il ragazzo è una "creatura particolare", posseduto da uno spirito, visibile quando il suo occhio sinistro balugina smeraldino, assetato di sangue. A causa di questo suo spirito Raven era totalmente fuori controllo ed ha compiuto diversi omicidi contro la sua volontà, uccidendo un centinaio di persone, fino a che Edgar non è riuscito a dominarlo. È il fratello minore di Ermine, un'altra fedele serva di Edgar.
Nico  (ニコ?)
Doppiatore: Hiro Yūki
Nico è una fata che assume l'aspetto di un gatto in grado di diventare, all'occorrenza, invisibile. Amico di Lydia, l'accompagna durante il suo viaggio, e le dà consigli o le fa scopre delle informazioni rivelandosi davvero utile. Anche se è una fata si comporta come se fosse un gentiluomo. Infatti come afferma Lydia: «Nico beve tantissimo ed ha un cattivo carattere... E soprattutto, se non lo tratti come un gentiluomo, si arrabbia subito». Proprio per questa sua mania, indossa spesso un colletto o un frac. Lo stesso Edgar, per avere delle informazioni su Lydia, lo corrompe con tè, pasticcini e abiti da gentiluomini.
Ermine  (アーミン?)
Doppiatore: Sayaka Ōhara
Ermine è la sorella maggiore di Raven ed è una Selkie, una creatura del mondo delle fate. È innamorata di Edgar e farebbe di tutto per lui. Edgar, dal canto suo, prova solo una forte amicizia nei suoi confronti. Si unisce dalla parte del nemico solo per aiutare il suo padrone. Non dimostra molto apertamente il suo affetto per il fratello ma si preoccupa per lui. In uno degli ultimi episodi Edgar, dopo essere riuscito a convincere Lydia che i suoi sentimenti sono sinceri, essendo ubriaco, si addormenta e pronuncia il suo nome. Lydia rimane molto offesa.
Kelpie  (ケルピー?)
Doppiatore: Koyasu Takehito
Kelpie è un "cavallo acquatico", membro della "Unseelie Corte" (una sorta di fata maligna). Kelpie è innamorato di Lydia, anche se lei sostiene che lui vuole solo un fairy doctor per sé dato che sono rari. Ha dei modi di fare molto rozzi ed è anche violento. Anche se mostra alcune volte un carattere dolce e protettivo. Ha la capacità di purificare l'acqua e le tossine. Si nutre di carne umana e diverse volte afferma che «...è più buona cruda», ma per il volere di Lydia ha smesso di uccidere le persone. Con i suoi occhi è in grado di "stregare" le persone. Col termine Kelpie viene indicata proprio la specie di fate a cui lui appartiene. Gli viene dato, da Lydia, il nome "Cain" mentre lo presenta a Edgar in un momento di trambusto completo.
Paul Ferman  (ポールファーマン?)
Doppiatore: Hiroshi Kamiya
Paul Ferman è un giovane che insegue il sogno di diventare un affermato pittore. Ha un carattere timido, ma sa essere molto coraggioso quando serve. Il soggetto principale dei suoi quadri sono le fate e questo lo fa apprezzare da Edgar ma soprattutto da Lydia che, entusiasta delle sue opere, si complimenta con lui durante una festa che Edgar aveva fatto organizzare ed i due cominciano a parlare allegramente. Questo suscita la gelosia di Edgar, anche se Lydia gli afferma più volte che si sta sbagliando e che tra lei e Paul non c'è nulla. Inizialmente il compito di Paul era quello di uccidere Edgar poiché una associazione, la "Scarlett Moon" (la Luna Scarlatta), riteneva che Edgar fosse un impostore al servizio del "Principe". Tuttavia Paul conoscendo Edgar capisce che quello che doveva fare non era giusto. Così Paul lo difenderà davanti all'organizzazione, affermando che anche lui è una vittima del "Principe".
Professor Carlton  (カールトン教授?)
Doppiatore: Tōru Ōkawa
Padre di Lydia. È un esperto di mineralogia ed insegna a Londra mentre Lydia vive da sola in Scozia (prima che Edgar l'assumesse). Egli non è solo informato sugli aspetti scientifici della sua specializzazione, ma è anche molto interessato agli aspetti romantici di essa: ha una vasta conoscenza in diversi gioielli famosi e le loro storie.
Aurora  (アウローラ?)
Doppiatore: Non compare nell'anime
Madre di Lydia e per quest'ultima la fonte di determinazione per diventare fairy doctor. Purtroppo muore prematuramente. Aurora ha trasmesso a sua figlia la capacità di vedere le fate e di fare da mediatore tra loro e gli uomini. Da una foto, sulla scrivania del Professor Carlton, nell'ultima puntata dell'anime, si può vedere come le due si somiglino fisicamente, sono due gocce d'acqua.
Tompkins  (トムキンス?)
Doppiatore: Chafūrin
Diventa il maggiordomo di Edgar dopo il recupero della spada dei Merrow. Dispensa soprattutto consigli al suo padrone sulla vita sentimentale. Afferma di essere per metà uomo e metà pesce e di avere una pinna sulla schiena.
Ulysse  (ユリシス?)
Doppiatore: Mamoru Miyano
Un misterioso ragazzo biondo che ha il potere di vedere e comunicare con le fate, come Lydia. Però i suoi poteri non si fermano qui, ha dimostrato di essere in grado di comandare le fate come i segugi spettrali, esseri molto feroci appartenenti alla Unseelie Corte.

## Light novel
Alla data del 1º marzo 2011 l'editore Shūeisha ha pubblicato 25 volumetti di light novel conclusasi nel dicembre 2013 per un totale di 33 volumetti.
| Nº | Giapponese 「Kanji」 - Rōmaji                                                                                 | Data di prima pubblicazione              | Data di prima pubblicazione |
| Nº | Giapponese 「Kanji」 - Rōmaji                                                                                 | Giapponese                               |                             |
| 1  | 「伯爵と妖精 あいつは優雅な大悪党」 - Hakushaku to Yōsei Aitsuha Yūga na Dai Akutō                            | 3 marzo 2004 ISBN 978-4-08-600393-3      |                             |
| 2  | 「伯爵と妖精 あまい罠には気をつけて」 - Hakushaku to Yōsei Amai Wana Niha Kiwo Tsukete                        | 1º settembre 2004 ISBN 978-4-08-600474-9 |                             |
| 3  | 「伯爵と妖精 プロポーズはお手やわらかに」 - Hakushaku to Yōsei Puropozu hao te Yawarakani                     | 3 marzo 2004 ISBN 978-4-08-600559-3      |                             |
| 4  | 「伯爵と妖精 恋人は幽霊」 - Hakushaku to Yōsei Koibito ha Yūrei                                               | 1º giugno 2005 ISBN 978-4-08-600599-9    |                             |
| 5  | 「伯爵と妖精 呪いのダイヤに愛をこめて」 - Hakushaku to Yōsei Noroi no Daiya ni Ai Wokomete                    | 1º settembre 2005 ISBN 978-4-08-600640-8 |                             |
| 6  | 「伯爵と妖精 取り換えられたプリンセス」 - Hakushaku to Yōsei Torikae Rareta Purinsesu                         | 1º novembre 2005 ISBN 978-4-08-600664-4  |                             |
| 7  | 「伯爵と妖精 涙の秘密をおしえて」 - Hakushaku to Yōsei Namida no Himitsu Wooshiete                            | 31 marzo 2006 ISBN 978-4-08-600747-4     |                             |
| 8  | 「伯爵と妖精 駆け落ちは月夜を待って」 - Hakushaku to Yōsei Kakeochi ha Tsukiyo wo Matte                       | 30 giugno 2006 ISBN 978-4-08-600788-7    |                             |
| 9  | 「伯爵と妖精 女神に捧ぐ鎮魂歌」 - Hakushaku to Yōsei Megami ni Sasagu Chinkonka                               | 3 ottobre 2006 ISBN 978-4-08-600826-6    |                             |
| 10 | 「伯爵と妖精 ロンドン橋に星は灯る」 - Hakushaku to Yōsei Rondon Hashi ni Hoshi ha Akaru                       | 1º marzo 2007 ISBN 978-4-08-600883-9     |                             |
| 11 | 「伯爵と妖精 花嫁修業は薔薇迷宮で」 - Hakushaku to Yōsei Hanayome Shugyō ha Bara Meikyū De                    | 1º giugno 2007 ISBN 978-4-08-601022-1    |                             |
| 12 | 「伯爵と妖精 紳士の射止めかた教えます」 - Hakushaku to Yōsei Shinshi no Sha Tome Kata Oshie Masu              | 2 ottobre 2007 ISBN 978-4-08-601076-4    |                             |
| 13 | 「伯爵と妖精 紅の騎士に願うならば」 - Hakushaku to Yōsei Kurenai no Kishi ni Negau Naraba                     | 26 dicembre 2007 ISBN 978-4-08-601111-2  |                             |
| 14 | 「伯爵と妖精 誰がために聖地は夢みる」 - Hakushaku to Yōsei Darega Tameni Seichi ha Yume Miru                  | 1º marzo 2008 ISBN 978-4-08-601133-4     |                             |
| 15 | 「伯爵と妖精 運命の赤い糸を信じますか?」 - Hakushaku to Yōsei Unmei no Akai Ito wo Shinji Masuka?             | 1º agosto 2008 ISBN 978-4-08-601193-8    |                             |
| 16 | 「伯爵と妖精 誓いのキスを夜明けまでに」 - Hakushaku to Yōsei Chikai no Kisu wo Yoake Madeni                   | 31 ottobre 2008 ISBN 978-4-08-601224-9   |                             |
| 17 | 「伯爵と妖精 紳士淑女のための愛好者読本」 - Hakushaku to Yōsei Shinshishukujo Notameno Aikōsha Dokuhon        | 28 novembre 2008 ISBN 978-4-08-601235-5  |                             |
| 18 | 「伯爵と妖精 すてきな結婚式のための魔法」 - Hakushaku to Yōsei Sutekina Kekkonshiki Notameno Mahō             | 30 gennaio 2009 ISBN 978-4-08-601254-6   |                             |
| 19 | 「伯爵と妖精 魔都に誘われた新婚旅行」 - Hakushaku to Yōsei Mato ni Sasowa reta Shinkonryokō                   | 28 marzo 2009 ISBN 978-4-08-601284-3     |                             |
| 20 | 「伯爵と妖精 月なき夜は鏡の国でつかまえて」 - Hakushaku to Yōsei Gatsu Naki Yoru ha Kagaminokuni Detsukamaete | 31 agosto 2009 ISBN 978-4-08-601315-4    |                             |
| 21 | 「伯爵と妖精 白い翼を継ぐ絆」 - Hakushaku to Yōsei Shiroi Tsubasa wo Tsugu Kizuna                             | 30 ottobre 2009 ISBN 978-4-08-601345-1   |                             |
| 22 | 「伯爵と妖精 愛しき人へ十二夜の祈りを」 - Hakushaku to Yōsei Itoshi ki nin he Jūni Yoru no Inori wo           | 27 aprile 2010 ISBN 978-4-08-601402-1    |                             |
| 23 | 「伯爵と妖精 永久の想いを旋律にのせて」 - Hakushaku to Yōsei Eikyū no Omoi wo Senritsu Ninosete               | 30 luglio 2010 ISBN 978-4-08-601432-8    |                             |
| 24 | 「伯爵と妖精 愛の輝石を忘れないで」 - Hakushaku to Yōsei Ai no Teru Ishi wo Wasure Naide                      | 1º dicembre 2010 ISBN 978-4-08-601471-7  |                             |
| 25 | 「伯爵と妖精 あなたへ導く海の鎖」 - Hakushaku to Yōsei Anatahe Michibiku umi no Kusari                        | 1º marzo 2011 ISBN 978-4-08-601500-4     |                             |
| 26 | 「伯爵と妖精 情熱の花は秘せない」 - Hakushaku to Yōsei Jōnetsu no Hana wa Hise Nai                            | giugno 2011 ISBN 978-4-08-601528-8       |                             |
| 27 | 「伯爵と妖精 真実の樹下で約束を」 - Hakushaku to Yōsei Shinjitsu no Juka de Yakusoku o                        | settembre 2011 ISBN 978-4-08-601565-3    |                             |
| 28 | 「伯爵と妖精 恋よりもおだやかに見つめて」 - Hakushaku to Yōsei Koi Yori mo Odayaka ni Mitsume Te              | dicembre 2011 ISBN 978-4-08-601594-3     |                             |
| 29 | 「伯爵と妖精 オーロラの護りを胸に」 - Hakushaku to Yōsei ōrora no Mamori o Mune Ni                            | marzo 2012 ISBN 978-4-08-601622-3        |                             |
| 30 | 「伯爵と妖精 祝福の子か夜の使者か」 - Hakushaku to Yōsei Shukufuku no ko ka Yoru no Shisha ka                 | agosto 2012 ISBN 978-4-08-601662-9       |                             |
| 31 | 「伯爵と妖精 祈りよアルビオンの高みに届け」 - Hakushaku to Yōsei Inori yo Arubion no Takami ni Todoke         | dicembre 2012 ISBN 978-4-08-601691-9     |                             |
| 32 | 「伯爵と妖精 白い丘に赤い月満ちて」 - Hakushaku to Yōsei Shiroi Oka ni Akai Tsuki Michi Te                    | marzo 2013 ISBN 978-4-08-601713-8        |                             |
| 33 | 「伯爵と妖精 新たなるシルヴァンフォードにて」 - Hakushaku to Yōsei Arata naru Shiruvanfōdo Nite               | dicembre 2013 ISBN 978-4-08-601776-3     |                             |

## Drama-CD
In Giappone la Shūeisha ha pubblicato due drama-CD: il primo il 29 giugno 2007 e il secondo il 9 maggio 2008.
| Nº | Giapponese 「Kanji」 - Rōmaji                                                                | Data di prima pubblicazione           | Data di prima pubblicazione |
| Nº | Giapponese 「Kanji」 - Rōmaji                                                                | Giapponese                            |                             |
| 1  | 「伯爵と妖精 プロポーズはお手やわらかに」 - Hakushaku to Yōsei Puropōzu wa Oteyawarakani     | 29 giugno 2007 ISBN 978-4-08-901154-6 |                             |
| 1  | 「伯爵と妖精 紳士の射止めかた教えます」 - Hakushaku to Yōsei Shinshi no Itome-kata Oshiemasu | 9 maggio 2008 ISBN 978-4-08-901164-5  |                             |

## Manga

Copertina del primo volume dell'edizione italiana

| Nº | Giapponese 「Kanji」 - Rōmaji           | Data di prima pubblicazione             | Data di prima pubblicazione |
| Nº | Giapponese 「Kanji」 - Rōmaji           | Giapponese                              |                             |
| 1  | 「伯爵と妖精 1」 - Hakushaku to Yōsei 1 | 25 novembre 2008 ISBN 978-4-08-846359-9 |                             |
| 2  | 「伯爵と妖精 1」 - Hakushaku to Yōsei 2 | 25 maggio 2009 ISBN 978-4-08-846410-7   |                             |
| 3  | 「伯爵と妖精 1」 - Hakushaku to Yōsei 3 | 25 gennaio 2010 ISBN 978-4-08-846491-6  |                             |
| 4  | 「伯爵と妖精 1」 - Hakushaku to Yōsei 4 | 23 luglio 2010 ISBN 978-4-08-846553-1   |                             |

## Anime

### Differenze tra light novel, manga e anime
La differenza principale tra i primi due e l'anime è sicuramente la collocazione temporale di Ermine. Nell'anime viene solo citata nei primi episodi e non si capisce cosa le sia successo, comparendo verso la metà della serie. Nel manga e nella light novel invece Ermine è presente sin dall'inizio, tant'è vero che vanno insieme alla ricerca della Spada dei Merrow e meglio si comprende quale sia la sua storia. Altre differenze sono rappresentate dai tempi narrativi tra le tre opere. Difatti il manga copre solo una piccola parte della light novel e l'anime sorvola su alcuni eventi.

### Colonna sonora
Tema di apertura
- "FEELING", musica di SHIGERU, testo di KAB, cantata da AciD FLavoR

Tema di chiusura
- "My fairy", musica di UZA, testo di SHIGERU, cantata da Hikaru Midorikawa
- "FEELING" cantata da AciD FLavoR (ep. 12)

La sigla di chiusura dell'anime "My fairy" è cantata da Hikaru Midorikawa, il doppiatore di Edgar che tra l'altro canta anche la sigla "Kiss for you" del videogioco-visualnovel di Hakushaku to Yousei per la PlayStation2.

### Episodi
| Nº | Giapponese 「Kanji」 - Rōmaji                               | In onda           | In onda |
| Nº | Giapponese 「Kanji」 - Rōmaji                               | Giapponese        |         |
| 1  | 「あいつは優雅な大悪党」 - Aitsu wa Yūga na Daiakudō        | 28 settembre 2008 |         |
| 2  | 「僕の妖精」 - Boku no Yōsei                                | 14 ottobre 2008   |         |
| 3  | 「メロウの島」 - Merō no Shima                              | 21 ottobre 2008   |         |
| 4  | 「貴族の義務」 - Kizoku no Gimu                             | 28 ottobre 2008   |         |
| 5  | 「妖精女王の花婿」 - Yōsei Joō no Hanamuko                  | 4 novembre 2008   |         |
| 6  | 「白い弓 朱い弓」 - Shiroi Yumi Akai Yumi                   | 11 novembre 2008  |         |
| 7  | 「プロポーズはお手やわらかに」 - Puropōzu wa Oteyawaraka ni | 18 novembre 2008  |         |
| 8  | 「涙の秘密をおしえて」 - Namida no Himitsu wo Oshiete       | 25 novembre 2008  |         |
| 9  | 「バンシーの記憶」 - Banshī no Kioku                        | 2 dicembre 2008   |         |
| 10 | 「残された時間」 - Nokosareta Jikan                         | 9 dicembre 2008   |         |
| 11 | 「ふたりの青騎士伯爵」 - Futari no Aokishi Hakushaku        | 16 dicembre 2008  |         |
| 12 | 「伯爵と妖精」 - Hakushaku to Yōsei                         | 23 dicembre 2008  |         |